# Sua Alteza Imperial e Real
Sua Alteza Imperial e Real (SAI&R), (em alemão:  Kaiserliche und königliche Hoheit), é um tratamento duplo possuído por alguém que, através de nascimento, casamento ou outros detém dois tratamentos individuais, o de Alteza Imperial e Alteza Real.

## Detenção de direito

### Casa de Habsburgo
O tratamento "Sua Alteza Imperial e Real (SAI&R)" era usado pelos membros da casa de Habsburgo, que tinham os títulos "príncipe imperial" e "arquiduque da Áustria e príncipe real do Reino da Boêmia e do Reino da Hungria". Um exemplo disto é o contemporâneo príncipe Lorenzo da Áustria-Este e dos seus filhos que são membros da realeza belga, e reivindicam ser membros das realezas húngara, boêmia e da família imperial austríaca ao mesmo tempo, países que são repúblicas desde 1945. 

### Casa de Hohenzollern
Foi usado pelo filho mais velho do imperador alemão, que era príncipe herdeiro do Império Alemão e príncipe herdeiro do Reino da Prússia, bem como por sua esposa.
O atual chefe da casa de Hohenzollern, Jorge Frederico da Prússia, recebe o tratamento de Alteza Imperial e Real', como um sinal de respeito. No entanto, como todos os membros das antigas famílias nobres alemães, em lei, ele é considerado apenas um cidadão alemão, e como tal não tem oficialmente título algum.

### Casa de Romanov
A grã-duquesa Helena Vladimirovna da Rússia, após seu casamento com o príncipe Nicolau da Grécia e Dinamarca, usou o tratamento de Alteza Imperial e Real.

### Casa de Orléans e Bragança
Devido à criação do título de Príncipe de Orléans e Bragança (1909), os membros da família imperial brasileira que descendem pela linha masculina de D. Gastão de Orléans, Conde d'Eu usam o título de Alteza Imperial e Real, com exceção do chefe da Casa Imperial, que perde a prerrogativa para o trono francês [carece de fontes?]. Contudo, há certa controvérsia sobre a validade de tal principado e estilo à família imperial brasileira, e acredita-se que tal estilo tenha, de fato, começado a ser usado por D. Pedro Henrique [carece de fontes?]. Tais títulos não têm reconhecimento legal no Brasil desde a proclamação da república, em 15 de novembro de 1889.[carece de fontes?]